# Thüngfeld (Schlüsselfeld)

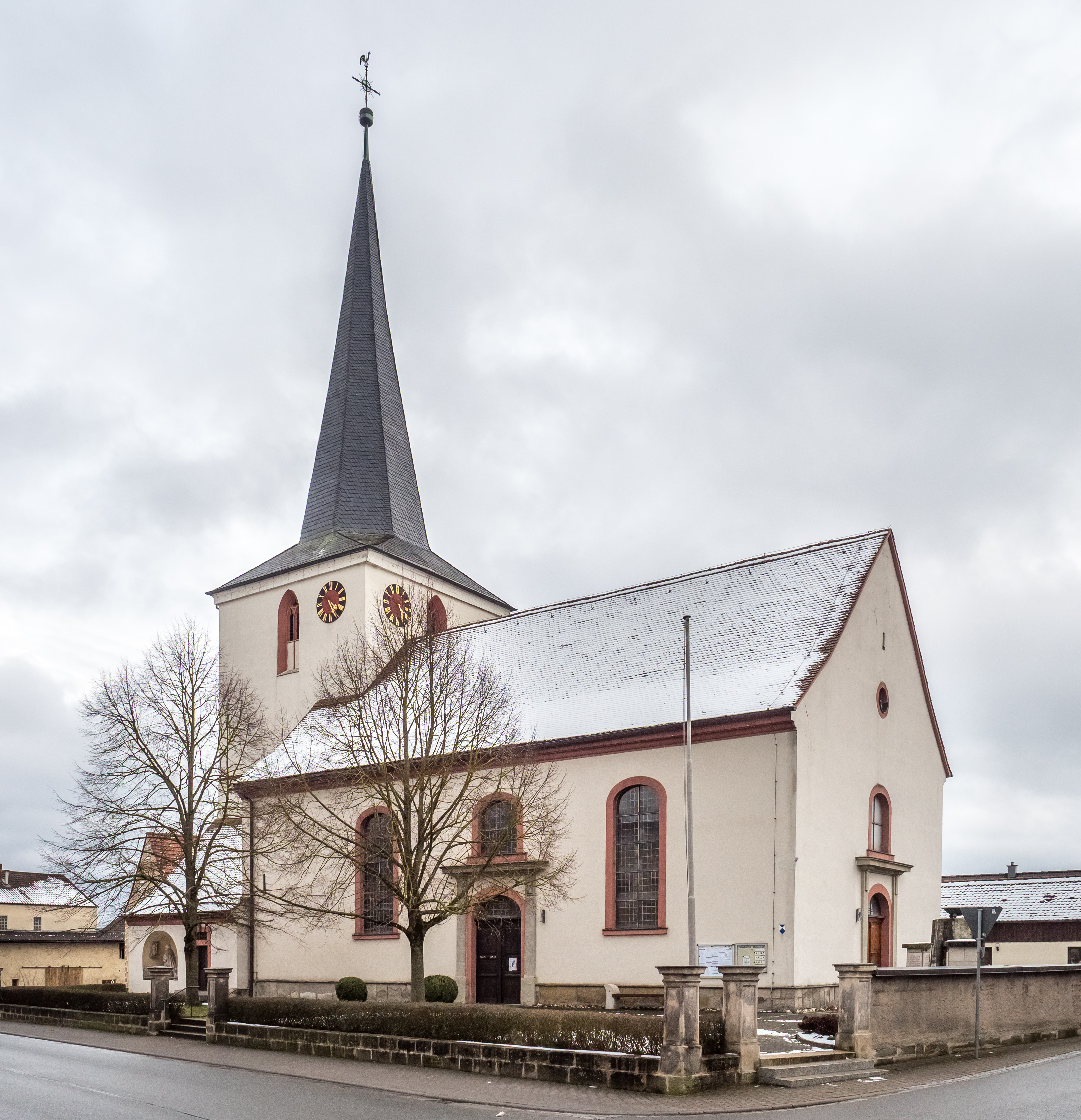
Katholische Filialkirche St. Bartholomäus

Thüngfeld (oberfränkisch: Dümpfld) ist ein Gemeindeteil der Stadt Schlüsselfeld im Landkreis Bamberg (Oberfranken, Bayern). Die Gemarkung Thüngfeld hat eine Fläche von 9,324 km². Sie ist in 1351 Flurstücke aufgeteilt, die eine durchschnittliche Flurstücksfläche von 6901,27 m² haben. In ihr liegt neben dem namensgebenden Ort der Gemeindeteil Attelsdorf.

## Geografie
Das Kirchdorf bildet mit Schlüsselfeld im Nordwesten und Attelsdorf im Südosten eine geschlossene Siedlung. Es liegt am Nordufer der Reichen Ebrach und am Thüngbach und Reuthgraben, die beide als linke Zuflüsse in die Reiche Ebrach münden. Der Ort ist von Acker- und Grünland umgeben. Im Norden wird das Flurgebiet Am Hohen Kreuz genannt.
Die Staatsstraße 2260 verläuft nach Schlüsselfeld (0,8 km nordwestlich) bzw. nach Attelsdorf (0,7 km südöstlich). Eine Gemeindeverbindungsstraße verläuft nach Eckersbach zur Kreisstraße BA 50 (2,7 km nordöstlich).

## Geschichte
Thüngfeld stellt ein Kettendorf mit fränkischen Gehöftformen dar. Es ist der Mutterort von Schlüsselfeld. 1154 wurde der Ort als „Tuntefeld“ erstmals urkundlich erwähnt. Ein wichtiger Lehnsherr war das Bamberger Ministerialengeschlecht Thünfeld, das im Ort seinen Stammsitz hatte. 1293 erhielten die Brüder Heinrich und Hermann von Thünfeld für 200 Pfund Heller ihre Burg vom Bamberger Bischof Arnold von Solms als Burghutlehen. Seit Anfang des 14. Jahrhunderts gewannen die Herren von Schlüsselberg an Einfluss über die Thüngfelder. Durch Konrad II. von Schlüsselberg wurde in unmittelbarer Nähe Schlüsselfeld planmäßig angelegt, das am 11. Juni 1336 von Ludwig dem Bayer das Marktrecht verliehen wurde. Für das Hochstift Würzburg sind bereits 1317 lehensherrliche Ansprüche bezeugt. Nach dem Tode Konrad II. im Jahr 1347 gelangten dessen Ansprüche an die Hochstifte Würzburg und Bamberg. Ein weiterer Lehnsherr waren die Hohenloher. 1368 verkaufte Gerlach von Hohenlohe seine Ansprüche für 3600 Pfund Heller an das Hochstift Bamberg. 1390 erwarb Würzburg den Bamberger Anteil. Die Burg Thüngfeld war bis ins 16. Jahrhundert Sitz des würzburgischen Centamt Thüngfeld. Zur Burg gehörten eine große Schäferei, ein Vorhof, ein Viehhaus mit 36 Morgen Wiesen und ein großer und kleiner Bauernhof. 1794 wurde der gesamte Besitz in 173 Teile zerschlagen und die Schäferei in 22 Teile zerlegt, ein Zeichen der bischöflichen Peuplierungspolitik.
1810 kam Thüngfeld an das Königreich Bayern. Im Rahmen des Gemeindeedikts wurde 1811 das Steuerdistrikt Thüngfeld gebildet, zu dem Attelsdorf gehörte. Im selben Jahr entstand die Ruralgemeinde Thüngfeld, die deckungsgleich mit dem Steuerdistrikt war. Sie war in Verwaltung und Gerichtsbarkeit dem Landgericht Höchstadt zugeordnet und in der Finanzverwaltung dem Rentamt Höchstadt. Ab 1862 gehörte Thüngfeld zum Bezirksamt Höchstadt an der Aisch (1939 in Landkreis Höchstadt an der Aisch umbenannt) und weiterhin zum Rentamt Höchstadt (1919 in Finanzamt Höchstadt umbenannt, 1929–1972: Finanzamt Forchheim, seit 1972: Finanzamt Bamberg). Die Gerichtsbarkeit blieb beim Landgericht Höchstadt (1879 in das Amtsgericht Höchstadt an der Aisch umgewandelt), von 1959 bis 1973 war das Amtsgericht Forchheim zuständig, seitdem ist es das Amtsgericht Bamberg. Die Gemeinde hatte eine Gebietsfläche von 9,316 km².
Am 1. Mai 1978 wurde die Gemeinde Thüngfeld im Zuge der Gebietsreform in die Stadt Schlüsselfeld eingegliedert.

### Baudenkmäler
- Thüngfeld 4: Wohnstallhaus
- Thüngfeld 20: Katholische Filialkirche St. Bartholomäus
- Thüngfeld 52: Katholische Kapelle St. Antonius
- Zum Wasserschloss 6: Ehemalige Mühle mit Nebengebäude
- Zum Wasserschloss 10: Ehemaliges Wasserschloss
- Kriegerdenkmal
- Heiligenhäuschen

### Einwohnerentwicklung
Gemeinde Thüngfeld
| Jahr      | 1819   | 1840   | 1852   | 1855   | 1861   | 1867   | 1871   | 1875   | 1880   | 1885   | 1890   | 1895   | 1900   | 1905   | 1910   | 1919   | 1925   | 1933   | 1939   | 1946   | 1950   | 1952   | 1961  | 1970   |
| Einwohner | 466    | 484    | 480    | 491    | 504    | 492    | 522    | 523    | 535    | 501    | 463    | 464    | 447    | 445    | 460    | 491    | 481    | 483    | 460    | 716    | 673    | 632    | 529   | 575    |
| Häuser    |        |        |        |        |        |        | 102    |        |        | 97     | 96     |        | 99     |        |        |        | 95     |        |        |        | 105    |        | 110   |        |
| Quelle    | [ 12 ] | [ 13 ] | [ 13 ] | [ 13 ] | [ 14 ] | [ 15 ] | [ 16 ] | [ 17 ] | [ 18 ] | [ 19 ] | [ 20 ] | [ 13 ] | [ 21 ] | [ 13 ] | [ 22 ] | [ 13 ] | [ 23 ] | [ 13 ] | [ 13 ] | [ 13 ] | [ 24 ] | [ 13 ] | [ 9 ] | [ 25 ] |

Ort Thüngfeld
| Jahr      | 001819 | 001861 | 001871 | 001885 | 001900 | 001925 | 001950 | 001961 | 001970 | 001987 | 002019 | 002022 |
| Einwohner | 387    | 422    | 440    | 431    | 367    | 413    | 573    | 449    | 495    | 613    | 1008   | 1035   |
| Häuser    |        |        |        | 83     | 84     | 79     | 93     | 93     |        | 157    |        |        |
| Quelle    | [ 12 ] | [ 14 ] | [ 16 ] | [ 19 ] | [ 21 ] | [ 23 ] | [ 24 ] | [ 9 ]  | [ 25 ] | [ 26 ] |        | [ 1 ]  |

### Wappen
Die Gemeinde Thüngfeld führte ab dem 9. September 1968 ein Wappen. Die Blasonierung lautet: „In Silber eine schräg gestellte rote Pferdebremse über einem verschlungenem, geflochtenen roten Lederseil.“ Das Gemeindewappen zeigt das Schildbild der erloschenen Herren von Thüngfeld.

## Religion
Der Ort ist römisch-katholisch geprägt und gehört zur Pfarrei St. Johannes der Täufer (Schlüsselfeld). Die Einwohner evangelisch-lutherischer Konfession sind nach St. Ägidius (Burghaslach) gepfarrt.